# Venezuela aux Jeux olympiques d'hiver de 2014
Le Venezuela participe aux Jeux olympiques d'hiver de 2014 à Sotchi en Russie du 7 au 23 février 2014. Il s'agit de sa quatrième participation à des Jeux d'hiver, la délégation ayant envoyé des lugeurs entre 1998 et 2006.

## Délégation
Le tableau suivant montre le nombre d'athlètes vénézuéliens dans chaque discipline :
| Sport     | Hommes | Femmes | Total |
| --------- | ------ | ------ | ----- |
| Ski alpin | 1      | 0      | 1     |
| Total     | 1      | 0      | 1     |

## Athlètes engagés

### Ski alpin
Le Venezuela a obtenu les places suivantes :
| Athlète                     | Épreuve             | 1re manche | 1re manche | 2e manche | 2e manche | Total | Total |
| Athlète                     | Épreuve             | Temps      | Rang       | Temps     | Rang      | Temps | Rang  |
| --------------------------- | ------------------- | ---------- | ---------- | --------- | --------- | ----- | ----- |
| Antonio José Pardo Andretta | Slalom géant hommes | DNF        |            |           |           |       |       |